# Корусант
Ко́русант, Центр, Коруска́нт или Галактик-сити (англ. Coruscant) — планета вымышленной вселенной «Звёздных войн». Является центром Галактики с нулевыми координатами (0,0,0) на космических картах и местонахождением Галактического сената с самых ранних дней Галактической Республики. Через Корусант проходило множество важнейших торговых маршрутов Галактики, таких как Перлемианский торговый маршрут, Кореллианский путь, Метеллосский торговый маршрут, Коросский магистральный путь и Коридор Лейзере.
Не исключено, что во вселенной «Звёздных войн» именно Корусант был Колыбелью человечества.

## Этимология и название
Само слово возникает в конце XV века от латинского coruscant (дрожащий, сверкающий) от глагола coruscare. Во французском языке это слово обладает тем же значением и, как литературное прилагательное, может быть использовано, чтобы описать приходящий в упадок усложнённый язык, этикет или общество.

## Сюжет
В сущности, Корусант — это один гигантский город, растущий ввысь и вглубь — он имеет 1532 уровня, каждый из которых полностью застроен; тем самым на планете уживается более триллиона разумных существ. Самые впечатляющие сооружения сосредоточены в Галактик-сити. На протяжении всей своей известной истории планета являлась столицей Республики и пережила большое количество нападений (начиная от 3000 ДБЯ до как минимум 6 ПБЯ). По окончании Войн клонов Корусант стал столицей Галактической Империи и оставался ей ещё 20 лет, пока в 6 ПБЯ Новая Республика не освободила его. С того момента столица и сенат переместились на другие планеты, что спасло Корусант от атаки базы «Старкиллер» в «Пробуждении силы».

## История создания и анализ
Планета-город Империи впервые упоминается в черновике «Звёздных войн» (1974) как Алдераан, во второй раз — в черновике «Возвращения джедая» (1981) как Хад Аббадон. Собственно название «Корусант» впервые появляется в книге Тимоти Зана «Наследник Империи» (1991). Позже Джордж Лукас включает Корусант в «Возвращение джедая: Специальное издание» (1997), что явилось примером использования образа из Расширенной вселенной «Звёздных войн» в каноне.
Архитектурный критик Марк Ламстер отмечает ретрофутуристичность планеты-города Корусанта и его связь с городом «Метрополиса» Фрица Ланга. По его мнению, Корусант — «самое изощрённое воплощение будущего, которое когда-либо появлялось на киноплёнке». Аарон Барлоу из Куцтаунского университета отмечает также влияние на Корусант Лос-Анджелеса из фильма «Бегущий по лезвию» (1982). Дизайнер Корусанта из фильма «Месть ситхов» объяснял, что «безвкусие (англ. cheesiness) города нарочито», так как они хотели показать, что культура горожан дошла «до некоторой безвкусной точки».

## Факты
Образ планеты-города, являющегося столицей галактической империи, появился задолго до «Звёздных войн». В цикле «Основание» Айзека Азимова центром Галактической империи, состоящей из миллионов населённых миров, является планета-город Трантор. В книге Гарри Гаррисона «Билл — герой Галактики» присутствует планета-столица Гелиор, представляющая собой один огромный город. В книге «Поиск на Скэйте» и трилогии о Скэйте Ли Брэкетт упомянут планета-город Пакс, столица и нервный центр Галактического союза.